# Löjtnantsholm
Löjtnantsholm är ett naturreservat i Vara kommun i Västergötland.
Området, som utgörs det nordvästligaste hörnet av Fyrunga socken, avsattes som naturreservat 1986 och är 17 hektar stort. Löjtnantsholm är ett område där man bevarat ett sammanhängande system med öppna diken i åkermark. Området ligger längs E20, vid ån Lidan, mellan Skarstad och Jung, några kilometer nordöst om Vara. 
Syftet med detta reservat är att bevara en rest av detta odlingssystem med öppna diken i åkermark. Slätten kring vara är plan och en utpräglad jordbruksbygd. På många håll har öppna diken ersatts med täckdikning för att få mer sammanhängande åkrar.